# Kapelle St. Antonius von Padua (Zusmarshausen)

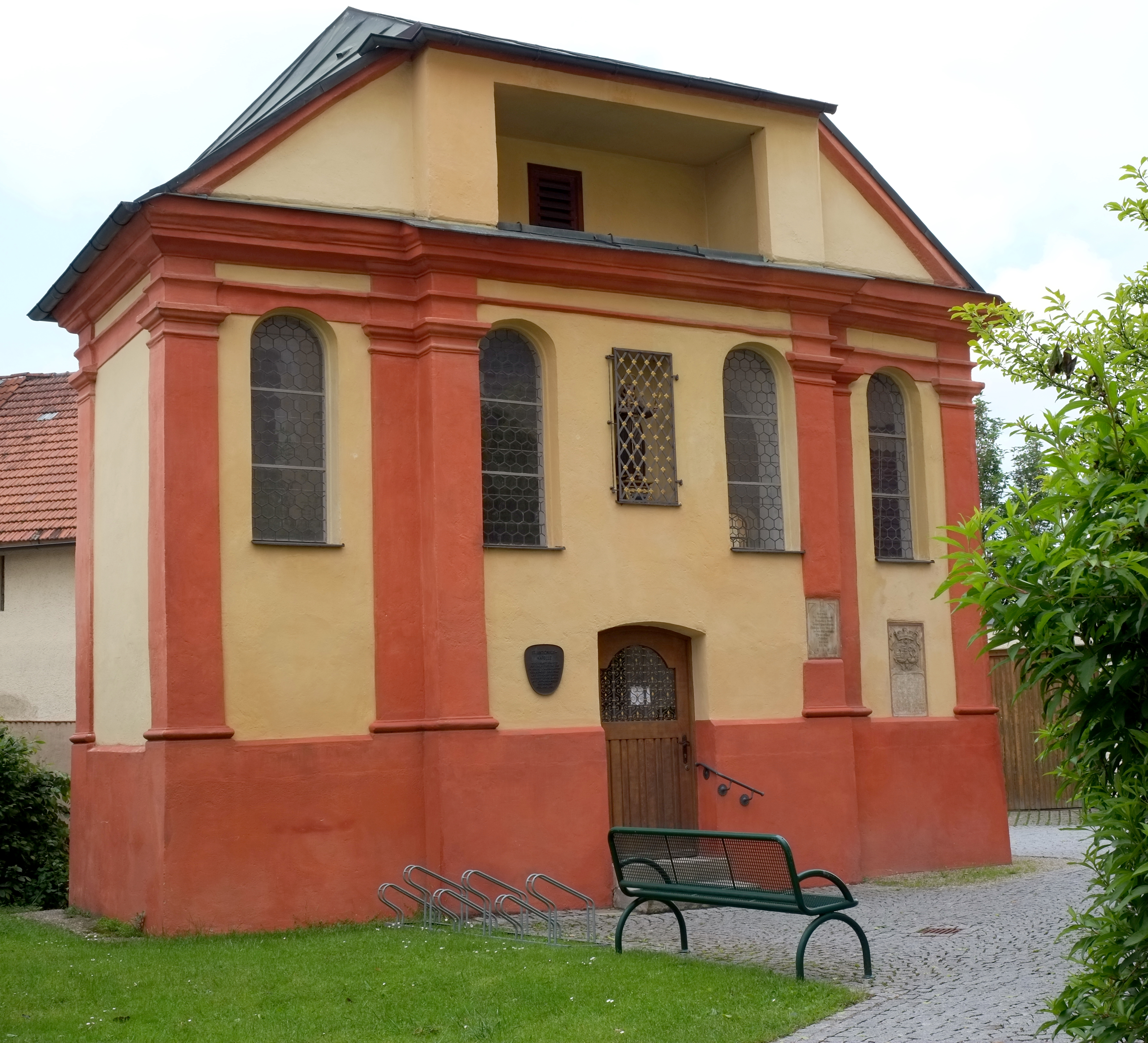
Kapelle St. Antonius von Padua in Zusmarshausen

Die römisch-katholische Kapelle St. Antonius von Padua steht in Zusmarshausen, einem Markt im schwäbischen Landkreis Augsburg in Bayern. Das Bauwerk ist in der Liste der Baudenkmäler in Zusmarshausen als Baudenkmal unter der Nr. D-7-72-223-2 eingetragen. Sie ist dem heiligen Antonius von Padua gewidmet.

## Beschreibung
Die Kapelle besteht aus einem um 1725 erbauten Langhaus, deren Wände mit Pilastern gegliedert sind. An der Nordostwand befindet sich in der Mitte ein Risalit mit dem Portal. Ihm gegenüber nach Südwesten steht der halbrund geschlossene Chor, der ursprünglich zu einer um 1690 errichteten Kapelle gehörte. Die Innenräume des Langhauses und des Chors sind mit Flachdecken überspannt. Ein Epitaph für den 1561 gestorbenen Jakob Henrichmann wird Hans Daucher zugeschrieben.